# Codice di entità governativo e commerciale
Il Codice delle entità commerciali e governative, o Codice CAGE, è un identificatore univoco assegnato ai fornitori di varie agenzie governative o di difesa, nonché alle agenzie governative stesse e alle varie organizzazioni. I codici CAGE forniscono un metodo standardizzato per identificare una determinata struttura in una posizione specifica.
I codici CAGE sono utilizzati a livello internazionale come parte del sistema di codifica NATO (NCS), dove a volte vengono chiamati codici NCAGE. I codici CAGE sono referenziati in vari database dell'NCS, dove sono usati insieme al numero di parte del fornitore per formare un riferimento che si trova nel registro del National Stock Number (NSN). Questo riferimento consente agli utenti dell'NCS di determinare chi fornisce una determinata parte.
Le informazioni associate alle entità - nome, indirizzo, numeri di telefono, ecc. - sono catalogate nei manuali H4 e H8. L'ufficio nazionale di codificazione (BCN) di ciascun paese NATO o nazione sponsorizzata dalla NATO è responsabile del mantenimento delle informazioni sul codice CAGE per le entità di questi rispettivi paesi. Ci sono nell'ordine di 3 milioni di entità in questo catalogo, di cui circa 2,6 milioni sono entità statunitensi. 
Negli Stati Uniti, a qualsiasi organizzazione che desideri essere un fornitore del DoD viene rilasciato un codice CAGE dal Defense Logistics Information Service (DLIS), l'organizzazione che funge da BCN statunitense. Un'entità che ha emesso un codice CAGE deve rinnovarlo ogni cinque anni. [1]
La CAGE viene talvolta estesa come "Attività commerciale / Ente governativo", "Appaltatore ed entità governativa" o altre varianti simili. Tuttavia, secondo il sito Web DLIS, "entità commerciale e governativa" è il termine appropriato. CAGE era precedentemente noto come Codice di fornitura federale per i produttori o FSCM, che era anche il Codice di fornitura nazionale per il produttore o NSCM. Sui vecchi disegni tecnici (pre-1980) era etichettato semplicemente come "Codice Ident No" (codice identificativo). 
Nei metadati NCS, il numero di record di dati (DRN) del codice CAGE è 9250 (o 4140 per NSCM); le informazioni elencate in questo DRN identificano in modo molto specifico la semantica di CAGE, la sua sintassi e le procedure ad esso associate.